# В тылу врага 2: Братья по оружию
В тылу врага 2: Братья по оружию — игра в жанре action / RTS, независимое дополнение к игре В тылу врага 2, разработанное компанией Best Way и изданное компанией 1C 7 декабря 2007 года под Windows.

## Миссии
Кампания за СССР
«Путь к победе»
1. Боевое крещение (село Юдино, 11 ноября 1941 года). Действие начинается в ноябре 1941 года в Ростовской области. Двое главных героев (младшие лейтенанты Алексей Кузнецов и Виктор Смирнов) и несколько солдат остаются в живых после авианалёта. Они пробираются к посёлку Юдино, где с помощью ремкомплекта ремонтируют выведенный из строя танк КВ-1, выбивают немцев из села, захватывают близлежащую высоту и уничтожают подоспевшие к ним колонны дивизии «Викинг», после чего возвращаются в Ростов.
2. Эвакуация (Ростов-на-Дону, 20 ноября 1941 года). Возвратившимся младшим лейтенантам поручают оборонять от немецких войск завод «Ростсельмаш». В последние минуты работникам удаётся закончить погрузку, но во время отправки эшелона в Саратов Кузнецов получает контузию и попадает в плен к немцам.
3. Военнопленный (село Синявское, 26 ноября 1941 года). Контуженного Кузнецова немцы привозят в село Синявское, где находится вербовочный центр немецкого гарнизона. В тот же день в село приезжает офицер СС с портфелем, полным важных документов. В этот момент происходит налёт партизан. Кузнецов спасает попавших в плен красноармейцев, похищает портфель и бежит за линию фронта, чтобы передать найденные материалы контрразведке.
4. За нами Москва! (Дедовск, Московская область, 8 декабря 1941 года). Виктор Смирнов из Саратова попадает в Москву, где ему поручено командование небольшим участком фронта, который он должен защитить от наступающих войск фельдмаршала фон Бока, а затем перейти в контратаку.
5. Штрафная рота (Ржевско-Вяземский выступ, 20 марта 1942 года). Алексей Кузнецов после допроса в СМЕРШ попадает в штрафную роту, которая начинает наступление на село Ажево. Им помогают танки Т-26 и Т-34. Штрафники должны взять высоту «243» и отстоять её от немцев, пока основные силы идут в прорыв по примыкающему шоссе.
6. Последний рубеж (Севастополь, 18 июня 1942 года). Капитан Виктор Смирнов получил боевой приказ: удержать немцев на оборонительных линиях до полной эвакуации жителей Севастополя.
7. За линию фронта (Зееловские высоты, 15 апреля 1945 года). В миссии два друга-товарища — капитан Кузнецов и майор Смирнов — встречаются в районе Зееловских высот. Разведгруппа Кузнецова осуществляет ночную диверсию, а утром советские войска начинают штурм.
8. В погоне за тенью (озеро Хайнерсдорф, Германия, 17 апреля 1945 года). Алексею Кузнецову приказано найти вражеского офицера и выкрасть документацию о проведённом шпионаже и немецкой агентуре на территории СССР. Но во время перестрелки с патрулём старшина Степан Грищенко ранен в бедро, и группа выходит к месту назначения с опозданием. Отряд находит медикаменты для Грищенко, а ночью Кузнецов проникает на базу и, допросив офицера узнаёт, что документы находятся на острове Фальстер. После этого отряд захватывает вражеский гидросамолёт и летит на остров.
9. Летучий Голландец (остров Фальстер, Балтийское море, 18 апреля 1945 года). Высадившиеся неподалёку от базы Кригсмарине Алексей Кузнецов с группой диверсантов захватывают субмарину с ценным архивом.
10. Финал (Москва, 1 мая — Берлин, 10 мая 1945 года). Полковник СМЕРШ арестовывает капитана, работавшего на противника, а потом разговаривает с Кузнецовым о документах с подводной лодки. Следующая сцена: Берлин, 10 мая, друзья вспоминают войну и празднуют победу под «Смуглянку».

Отдельные миссии или «Призовая игра»
1. Переправа (за союзников) (Тилбург, 28 октября 1944 года). Отряд американцев переправляется через реку и закрепляется на ферме. Далее они должны уничтожить немцев у моста через реку, после чего прибывает подкрепление и союзники должны отбить гаубицы, из которых немцы могут разрушить мост. После захвата гаубиц прибывают ещё подкрепления, и союзники выбивают немцев из города.
2. Перекрёсток (за СССР) (с. Байдары, Крым, 16 апреля 1944 года). Отряд советских солдат при поддержке танка должен выбить немцев из села (также по возможности занять соседний холм) и закрепиться там. После этого прибывает подкрепление, и им нужно отбить контратаку немцев.
3. Бой за Вернан (за Германию) (Вернан, 20 июня 1944 года). Немцы должны защитить город Вернан от превосходящих сил союзников.
4. Аэродром (за СССР) (Смоленская область, 2 мая 1944 года). Отряд русских должен уничтожить последний немецкий аэродром в РСФСР. Они должны уничтожить четыре пушки и спрятанную мобильную зенитку, после чего прилетают бомбардировщики Ил-2 и бомбят аэродром. Также необходимо выбить немцев из топливного склада. После выполнения всех этих пунктов отряд должен отступить в указанное место.
5. Ловушка (за Германию) (на подступах к Тюри-Аркуру, Франция, 21 июля 1944 года). Союзники в немецкой форме устраивают немцам ловушку и берут их в плен. Наблюдающий за этими событиями немецкий отряд должен освободить этих немцев, починить повреждённую Ягдпантеру и устроить засаду колонне союзников, которая скоро проедет.